# Das ist nicht die ganze Wahrheit …
Das ist nicht die ganze Wahrheit … ist das vierte Studioalbum der deutschen Punkrock-Band Die Ärzte und das letzte vor deren zeitweiliger Auflösung im Jahr 1988.

## Entstehung

### Produktion
Die Aufnahmen für Das ist nicht die ganze Wahrheit … begannen Ende 1987 in den Preußen-Tonstudios in Berlin. Der Produzent Uwe Hoffmann hatte bereits auf den Alben Ist das alles? und Ab 18 mitgearbeitet. Manfred Praeker, der das Album Die Ärzte produziert hatte, bewarb sich wiederum um den Job als Produzent, wurde von der Band allerdings abgelehnt. Gemischt wurde das Album in den Berliner Hansa-Studios.
Eine Besonderheit an der Produktion besteht darin, dass alle Lieder des Albums durch Überblendungen, Samples oder ähnliches miteinander verbunden sind. Die Idee hierzu stammte von Farin Urlaub, der diese Überblendungen ursprünglich schon auf dem Album Die Ärzte verwenden wollte, sich hiermit jedoch nicht durchsetzen konnte. Der Anfang des Albums (bestehend aus einem Gitarrenakkord, dem die Frage „Wollt ihr die Wahrheit hör’n?“ und die Antwort „Nein!“ folgen) entstammt dem Anfang eines zwar produzierten, in voller Länge jedoch bis 2018 nicht veröffentlichten Liedes namens „Die Wahrheit über Mädchen“.
Nicht Hagen Liebing – eigentlich Bassist bei den Ärzten – spielte auf dem Album den Bass, sondern Farin Urlaub. Liebing war an der kompletten Produktion nicht beteiligt. Zwar boten Farin Urlaub und Bela B. ihm an, dass er eine eigene Komposition einbringen dürfe; ein daraufhin von ihm geschriebenes Werk wurde allerdings vom Produzenten Uwe Hoffmann abgelehnt.

### Elke
Eine Besonderheit war die Produktion des Liedes Elke. Dieses entstand erst spontan während der Studioarbeit am Album. Auslöser waren zahlreiche Anrufe zweier weiblicher Fans namens Elke und Daniela, die die Rufnummer direkt zum Tonstudio herausgefunden hatten. Die Band fühlte sich von den beiden sehr gestört und Farin Urlaub drohte ihnen, dass er beim nächsten Anruf ein Lied über sie schreiben würde, was sie jedoch nicht von ihrem Tun abhielt. Elke und Daniela hatten per Fanpost bereits Fotos von sich geschickt und dabei offenbart, dass sie sehr übergewichtig waren, was einen Ausgangspunkt für den Inhalt des Liedes darbot, der sich ausgiebig und stark übertrieben mit dem Übergewicht von Elke befasst. Elke entwickelte sich nach der Veröffentlichung schnell zu einem der bei Auftritten am häufigsten gespielten Lieder und gehörte noch bis ins Jahr 2006 zum festen Live-Repertoire der Band. 1999 wurde das Lied in einer Live-Fassung als Single veröffentlicht.
Bei einem Konzert auf dem Berliner Tempelhofer Feld im August 2022 forderte ein Zuschauer Elke als Zugabe, woraufhin Farin Urlaub entgegnete, diesen Song werde man nicht mehr spielen, da er Fatshaming enthalte und misogyn sei.

## Musikstil
Das Album bietet musikalisch ein breites Spektrum verschiedener Musikrichtungen. Insgesamt dominiert der Punkpop (insbesondere in Elke, aber auch Außerirdische oder Ohne dich), jedoch interpretieren Die Ärzte auf dem Album für sie auch ungewöhnliche Musikrichtungen, die an Synthie-Pop (Bitte bitte) oder Surfmusik (Westerland) erinnern. Textlich stehen Spott und Sarkasmus im Vordergrund. Unter anderem werden Übergewicht (Elke), Vegetarismus (Blumen), BDSM (Bitte bitte) oder die Entführung der eigenen Freundin durch Außerirdische (Außerirdische) verarbeitet.

## Trivia
- Der Titel des Albums Das ist nicht die ganze Wahrheit … geht auf einen Ausspruch von William Shatner in dem Spielfilm Die unglaubliche Reise in einem verrückten Raumschiff zurück, den Die Ärzte als besonders absurd empfanden.
- Das Coverfoto wurde von Jim Rakete gefertigt und entstand am Berliner Wittenbergplatz. Für das Foto wurde rund ein Dutzend Models engagiert, die für ihre Arbeit mit Platten und T-Shirts entlohnt wurden.
- Das Lied Ich ess’ Blumen entstand, nachdem jemand versuchte, Farin davon zu überzeugen, dass Kot von Vegetariern nicht stinkt, sondern duftet. Bela B. fand die Geschichte so originell, dass er ein Lied über Vegetarier schrieb. Farin Urlaub hingegen wurde ab diesem Zeitpunkt Pescetarier.
- Das schwer verständliche Gebrummel am Ende des Liedes Bitte bitte entstammt einem Sample vom Ende des Liedes I’m So Tired von den Beatles. John Lennon nahm den nun schwer verständlichen Text auf und lieferte damit den Paul-is-dead-Verschwörungstheoretikern neuen Stoff. Der Beatles-Biograph Mark Lewisohn interpretiert das Gebrummel als „Monsieur, monsieur, how about another one?“.[6]
- Schwanz ab stellt eine Art Hidden Track dar, da es nicht in der Titelliste des Albums auftaucht.
- Das Riff des Liedes Baby, ich tu’s ist an den Judas-Priest-Song Breaking the Law angelehnt.

## Titelliste
1. Ohne dich (Urlaub) – 2:44
2. Baby ich tu’s (Felsenheimer) – 2:57
3. Komm zurück (Urlaub) – 3:25
4. Wilde Welt (Felsenheimer) – 2:49
5. Westerland (Urlaub) – 3:40
6. Ich will dich (Felsenheimer) – 2:18
7. Elke (Urlaub) – 3:13
8. Blumen (Felsenheimer) – 3:44
9. Außerirdische (Urlaub) – 2:39
10. Siegerin (Felsenheimer) – 3:12
11. Bitte bitte (Urlaub) – 3:13
12. Popstar (Felsenheimer) – 3:10
13. Gute Zeit (Felsenheimer) – 3:22
14. Schwanz ab (Urlaub) – 1:49

## Rezeption
Das ist nicht die ganze Wahrheit … erschien im April 1988 zu einem Zeitpunkt, an dem Die Ärzte bereits ihre Auflösung nach der kommenden Tournee verkündet hatten. Das Album erreichte in den deutschen Charts Platz sechs und konnte sich insgesamt 35 Wochen lang in diesen platzieren. Es verkaufte sich um ein Vielfaches besser als sämtliche vorherigen Veröffentlichungen der Band und wurde mit Gold ausgezeichnet.